# Sept Ans au Tibet
Cet article concerne le film de 1997. Pour le livre, voir Sept Ans d'aventures au Tibet. Pour le film documentaire de 1959, voir Sept Ans d'aventures au Tibet. Pour la chanson, voir Seven Years in Tibet.
Pour les articles homonymes, voir Tibet.
Pour plus de détails, voir Fiche technique et Distribution.
Sept Ans au Tibet (Seven Years in Tibet) est un film d'aventure franco-américano-britannique de Jean-Jacques Annaud, réalisé en 1997. Ce film dramatique s'inspire du livre Sept Ans d'aventures au Tibet, le récit autobiographique du séjour de l'alpiniste autrichien Heinrich Harrer au Tibet, de 1944 à 1951.

## Synopsis

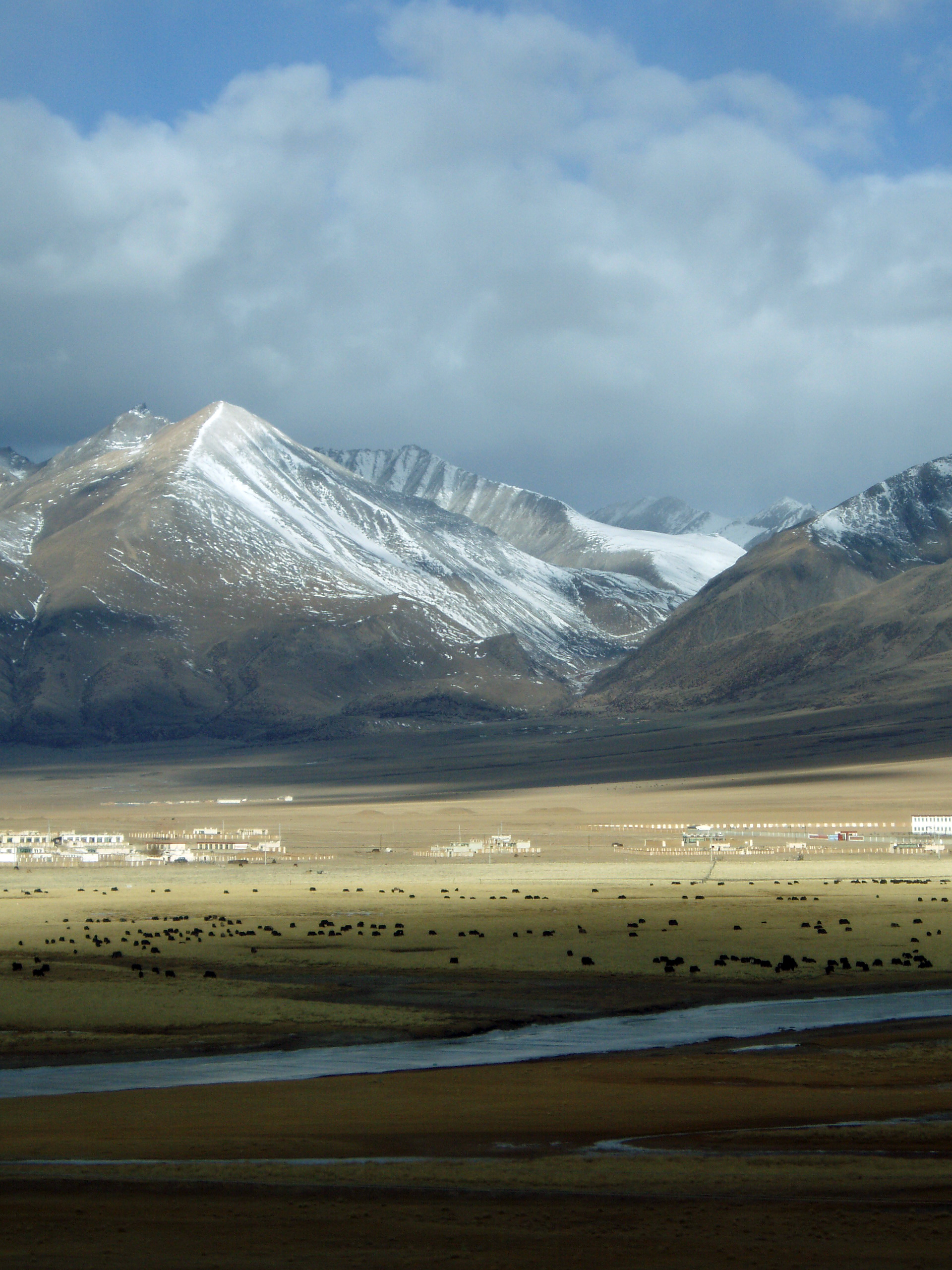
L'expédition débute par une escalade en montagne.

À l'été 1939, l'alpiniste autrichien Heinrich Harrer fait partie d'une expédition envoyée par le Troisième Reich visant à gravir le Nanga Parbat, un sommet inviolé de l'Himalaya, situé à l'époque aux Indes britanniques, et ce au moment même où éclate la Seconde Guerre mondiale. Harrer abandonne sa femme enceinte en Autriche.
Fait prisonnier par les Britanniques avec ses compagnons, il apprend que sa femme a demandé le divorce et attend le jugement pour pouvoir se remarier avec celui que son fils considère déjà comme son père.
En 1944, il réussit à s'évader et commence alors une longue errance qui le mène, avec son ami Peter Aufschnaiter, à Lhassa, la capitale du Tibet, où il fait la connaissance du 14e dalaï-lama, Tenzin Gyatso, alors âgé de 11 ans, dont il devient l'ami. Cette rencontre le transforme.
L'invasion du Tibet par la Chine en 1950 l'oblige à fuir. Il quitte le dalaï-lama à regret. À l'occasion de cette séparation, Tenzin Gyatso lui offre une boite à musique pour son fils.
Finalement, Heinrich Harrer découvre son fils, se réconcilie avec lui grâce à la boîte à musique et lui fait partager sa passion de l'alpinisme.

## Fiche technique
- Titre original : Seven Years in Tibet
- Titre français : Sept Ans au Tibet
- Réalisation : Jean-Jacques Annaud
- Scénario et dialogues : Becky Johnston, d'après le livre de Heinrich Harrer, Sept Ans d'aventures au Tibet
- Musique : John Williams
- Photographie : Robert Fraisse
- Montage : Noëlle Boisson
- Décors : At Hoang
- Costumes : Enrico Sabbatini
- Production : Jean-Jacques Annaud, Iain Smith, John H. Williams
- Société de production : Mandalay Entertainment, Reperage & Vanguard Films, Applecross
- Société de distribution : AMLF, TriStar, Entertainment Film Distributors
- Pays d'origine :  France  États-Unis,  Royaume-Uni
- Langues originales : anglais, allemand, mandarin, tibétain
- Budget : 70 000 000 $ (estimation)
- Format : couleurs - 2,35:1 - Son Dolby Digital - 35mm
- Durée : 136 minutes
- Genre : aventures
- Dates de sortie[1] :
  - Canada : 13 septembre 1997 (Festival international du film de Toronto 1997)
  - États-Unis : 8 octobre 1997
  - Royaume-Uni : 21 novembre 1997
  - France : 26 novembre 1997

## Distribution
Légende : VF = Version française et VQ = Version québécoise
- Brad Pitt (VF : Jean-Pierre Michaël et VQ : Alain Zouvi) : Heinrich Harrer
- David Thewlis (VF : Bernard Alane et VQ : Benoit Rousseau) : Peter Aufschnaiter
- B. D. Wong (VQ : François Godin) : Ngawang Jigmé
- Mako (VF : Jean-Pierre Leroux) : Kungo Tsarong
- Danny Denzongpa (VF : Michel Vigné) : le régent
- Victor Wong (VF : Jim Adhi Limas) : le chef de la mission chinoise
- Ingeborga Dapkunaite : Ingrid Harrer
- Jamyang Jamtsho Wangchuk (VF : Jackie Berger) : Tenzin Gyatso, le 14ème dalaï-lama à 14 ans
- Lhakpa Tsamchoe (VF : Catherine Bramy) : Pema Lhaki
- Jetsun Pema : Gyalyum Chenmo, la mère du dalaï-lama
- Ama Ashe Dongtse : Tashi
- Sonam Wangchuk : Tenzin Gyatso, le dalaï-lama à 8 ans
- Dorjee Tsering :Tenzin Gyatso, le dalaï-lama à 4 ans
- Ric Young (VF : Sylvain Clément) : le général Chang Jing Wu
- Ngawang Chojor : Lord Chamberlain
- Sharpa Tulku Rinpoché : un Tibétain

## Bande originale
La musique du film est composée par John Williams. Le violoncelliste sino-américain Yo-Yo Ma interprète plusieurs morceaux.
| 1.  | Seven Years in Tibet                  | 7:08 |
| 2.  | Young Dalai Lama and Ceremonial Chant | 2:14 |
| 3.  | Leaving Ingrid                        | 2:43 |
| 4.  | Peter's Rescue                        | 3:45 |
| 5.  | Harrer's Journey                      | 4:05 |
| 6.  | The Invasion                          | 5:08 |
| 7.  | Reflections                           | 4:41 |
| 8.  | Premonitions                          | 2:56 |
| 9.  | Approaching the Summit                | 5:44 |
| 10. | Palace Invitation                     | 4:46 |
| 11. | Heinrich's Odyssey                    | 8:03 |
| 12. | Quiet Moments                         | 4:21 |
| 13. | Regaining a Son                       | 1:48 |
| 14. | Seven Years in Tibet (Reprise)        | 7:13 |

L'air joué par la boîte à musique du dalaï-lama est Clair de Lune de Claude Debussy.

## Tournage
Le réalisateur Jean-Jacques Annaud a déclaré dans une interview en 1997 que, lorsqu'il avait reçu le scénario du film, il le considérait comme un mauvais film d'action hollywoodien. Il décide néanmoins de lire le travail original. Il remarque  alors la tendance de Harrer à laisser derrière lui son propre état émotionnel. Annaud décide donc d'axer son travail sur l'évolution de la personnalité de Harrer sous l'influence d'une culture étrangère.
Le budget du film était de 70 millions de dollars.
En raison de pressions diplomatiques — vraisemblablement d'origine chinoise —, les sites de tournage initiaux dans une vallée himalayenne sur le territoire indien ne reçurent pas l'agrément des autorités, ce qui amena le réalisateur à tourner l'essentiel du film en Argentine. Le film a d'abord été tourné pendant trois mois à Uspallata, puis à Mendoza et enfin à Buenos Aires, où la gare de La Plata a été transformée en gare de Graz). Le tournage a également eu lieu au Canada (Campbell River et Vancouver en Colombie britannique) pour les scènes d'alpinisme en haute altitude, ainsi qu'à Lienz dans le Tyrol en Autriche, à Santiago au Chili et au Royal Leamington Spa au Royaume-Uni. Enfin, le réalisateur a révélé que le film contenait également des rushs tournés au Tibet durant 20 minutes.
À la suite du film, Brad Pitt, David Thewlis et Jean-Jacques Annaud furent interdits de territoire chinois. Néanmoins, en 2013, Jean-Jacques Annaud a tourné en Mongolie intérieure, avec des acteurs chinois, un film adapté du best-seller Le Totem du loup. De même, en juin 2014, Brad Pitt effectue une visite à Shanghai aux côtés d'Angelina Jolie.

## Accueil
Le film a reçu des critiques mitigées, recueillant 59 % de critiques positives, avec une note moyenne de 6,3/10 et sur la base de 32 critiques collectées, sur le site internet Rotten Tomatoes. Il obtient un score de 55/100, sur la base de 18 critiques, sur Metacritic.
Il a rapporté 131 457 682 $ au box-office mondial (dont 37 957 682 $ aux États-Unis). Il a réalisé 2 798 490 entrées en France et 562 125 en Suisse.

## Critiques
Dans son livre My China Eye: memoirs of a Jew and a journalist (2005), Israel Epstein, journaliste juif membre du Parti communiste chinois, voit dans Sept Ans au Tibet une locomotive de la propagande internationale en faveur du séparatisme tibétain qui aurait déraillé à la suite de la découverte que Heinrich Harrer, le protagoniste autrichien et auteur du livre dont le film s'inspirait, dissimulait depuis longtemps un passé nazi bien attesté.

### Entorses à la vérité historique
La fidélité du film par rapport aux événements et aux personnages historiques est contestée par Gary Wilson, journaliste du Workers World, organe d'un Parti communiste américain pro-chinois. Ce dernier reproche au film de faire un héros d'un membre des troupes de choc nazies, en l'occurrence Heinrich Harrer et de ne pas montrer le sort réservé aux esclaves fugitifs. De plus, à la différence de ce que le film donne à voir, continue-t-il, l'armée chinoise a été bien accueillie à son arrivée.
Le spécialiste de l'Asie orientale Marc Abramson, cité par Naomi Greene, affirme que le film, tout comme Kundun, ne montre pas la nature spoliatrice, rétrograde et en définitive autodestructrice de la double hiérarchie, religieuse et temporelle, qui a régné sur le Tibet.
Une critique publiée dans la revue maoïste MIM Notes qualifie le film de « version cinématographique aseptisée et romancée » des mémoires de Harrer et déplore la falsification des positions et des actions de l'Armée populaire de libération. On voit en effet trois généraux chinois gagner Lhassa pour rencontrer le dalaï-lama. Ces généraux se comportent grossièrement avec tout le monde, dédaignent un mandala, un symbole de paix et d'amitié fabriqué par un religieux pour l'occasion, tandis que leur chef dit à un ministre tibétain que la religion est un poison. Ces façons de faire, déclare l'auteur, sont inexactes sur le plan historique.
Lors d'un entretien avec le 14e dalaï-lama, Patrick French lui fait part de critiques concernant l'aspect historique du film (tableau inexact de la politique de Lhassa et de l'invasion, traitement diffamatoire du conseiller Ngabo Ngawang Jigme, lequel se demande : « Si ce n'était pas une idée du Dalaï-Lama, comment ce film a-t-il pu être tourné ? ». Le pontife tibétain répond que le film est un film d'aventure dramatique et non un documentaire historique, « Il n'a pas besoin de réfléter la réalité ». Et d'ajouter : « Je ne l'ai pas regardé jusqu'à la fin. ».

### Comparaison entre le film et le livre
Interrogés en 1998, l'ancien négociateur et signataire de l'Accord en 17 points en 1951, Ngabo Ngawang Jigme, ainsi que son 3e fils, Ngapo Jigmé, conviennent du fait que les événements dépeints dans le film sont totalement fictifs et n'ont rien à voir avec ceux relatés par Heinrich Harrer. Ainsi, selon Ngapo Jigmé, Harrer ne fut jamais confronté aux troupes chinoises, puisqu'il quitta Lhassa bien avant l'entrée de l'Armée populaire de libération dans la ville. Selon Ngabo Ngawang Jigme, un seul détail est proche de la réalité, l'Autrichien a appris l'anglais au dalaï-lama.
Pour Vanessa Frangville, chercheuse affiliée au Center for Asian Area Studies de l'université Rikkyō à Tokyo, le film s'écarte du livre, notamment en faisant de Harrer un anti-nazi alors que dans la réalité il était déjà membre du parti nazi avant la guerre. Elle fait remarquer que le film dépeint l'invasion chinoise comme des plus violentes et impitoyables alors que dans son livre Harrer souligne le comportement plutôt discipliné et tolérant des troupes chinoises en comparaison de l'invasion de 1910.
Pour le critique cinématographique Jared Hohlt, il n'est pas prouvé que le vrai Harrer ait été transformé par son périple et par ses liens avec le dalaï-lama ; au contraire, un certain nombre d'indices montrent que, sur les grandes questions, il n'a pas varié. On est censé croire que le Harrer du film s'est bonifié, à preuve son changement d'attitude à l'égard de son fils, Rolf (dans la réalité Peter). Après avoir quitté sa femme enceinte pour le Nanga Parbat, le Harrer du film pense avec nostalgie au fils laissé derrière lui et lui écrit des lettres. Rolf, dont la mère s'est remariée et qui considère son beau-père comme s'il était son père, ne veut pas entendre parler de Harrer. En fait, dans la réalité, Harrer, dont les mémoires couvrent les années 1939-1952, ne souffle pas un mot de son fils. Dans le film, Harrer retourne en Autriche et retrouve son fils, avec lequel il gravit un sommet alpin, y plantant un drapeau tibétain. Cette ascension n'eut jamais lieu. Peter ne fut même pas invité aux remariages d'un père avec qui, selon ses termes, il n'avait guère de rapports.
Le centre Simon Wiesenthal ayant déclaré qu'en faisant interpréter le rôle de Harrer par Brad Pitt, on courait le risque de transformer en héros un ancien nazi et d'occulter ainsi le legs du Troisième Reich, l'avocat de Harrer, le commanditaire et le réalisateur du film Seven years in Tibet conclurent un accord pour ne pas en compromettre la sortie. On tournerait de nouvelles scènes montrant l'appartenance de Harrer aux organisations nazies tout en laissant apparaître qu'il se serait déjà détaché de ses idéaux de jeunesse.
Le journaliste américain Karl E. Meyer (en) rapporte que lorsque Jean-Jacques Annaud, jusque-là « curieusement peu curieux » du passé nazi de Harrer, en prit connaissance, le film fut remanié en toute hâte, Annaud expliquant désormais que celui-ci « tournait autour de la culpabilité, du remords et de la rédemption ».
Ces révélations gâchèrent les dernières années de Harrer.

#### Jean-Jacques Annaud sur Harrer
Interrogé par Le Nouvel Observateur à la sortie du film en 1997, Jean-Jacques Annaud s'étonnait des silences du livre Sept Ans d'aventures au Tibet sur les débuts de Harrer : « Lorsque j'ai découvert le livre de Heinrich Harrer, j'ai compris qu'il cachait quelque chose (...). On ne peut pas écrire un livre qui raconte sept ans de sa vie sans au moins une phrase qui raconte ce qui a été vécu précédemment. Pas une seule référence à la défaite, à la guerre, à l'Holocauste, pas un mot sur sa famille, ses origines ». 
Annaud complète ainsi son appréciation de Heinrich Harrer: « C'est un homme qui se sent… une énorme honte… Je le respecte en tant qu'homme qui a des remords ».

## Distinctions
Source : Internet Movie Database

### Récompenses
- Guild of German Art Houses Cinemas 1998 : meilleur film étranger
- Political Film Society Award for Peace 1998
- Rembrandt Awards 1998 : meilleur acteur international pour Brad Pitt

### Nominations
- Golden Globes 1998 : meilleure musique pour John Williams
- Nippon Akademī-shō 1998 : meilleur film étranger
- Grammy Awards 1998 : meilleure composition instrumentale pour le cinéma ou la télévision
- Political Film Society Award for Exposé 1998
- Political Film Society Award for Human Rights 1998